# Nahid Perssonová
Nahid Perssonová Sarvestani (* 24. května 1960, Šíráz, Írán) je švédsko-íránská dokumentaristka.
Mezi její nejznámější dokumentární filmy patří Prostituce za závojem, Moje matka – perská princezna, Konec vyhnanství a Poslední dny života. V roce 2007, poté co byla zatčena a krátce uvězněna úřady v Íránu za údajné zostuzení své země dokumentem o dvou prostitutkách v Teheránu, dokončila v nebezpečných podmínkách dokument Čtyři manželky - jeden muž. Film, který zobrazuje polygamní rodinu jižně od Šírázu, byl propašován z Íránu a sestříhán ve Švédsku.
V roce 2022 natočila životní příběh íránské aktivistky Masíh Alínežádové, která je kritičkou stavu lidských práv v Íránu a zasazuje se zejm. o posílení práv žen.
I v budoucnu chce natáčet o Íránu. Jedním z jejích motivů je smrt jejího bratra, kterého íránský režim nechal zavraždit krátce po islámské revoluci na konci 70. let 20. století. Předpokládá, že kdyby v Íránu zůstala, také by byla po smrti. „Jsem naživu, a proto nemohu přestat dělat to, co dělám. Je to moje povinnost,“ řekla Perssonová.

## Ocenění
Perssonová získala za své filmy několik cen. Poslední dny života (The Last Days of Life) získaly v roce 2002 novinářskou cenu švédské nadace proti rakovině (Cancerfondens). Film Prostituce za závojem (Prostitution Behind the Veil), kontroverzní příběh o životech dvou prostitutek v Teheránu, získal mj. mezinárodní nominaci na cenu Emmy, Zlatého draka na filmovém festivalu v Krakově, The Crystal Award od švédské veřejnoprávní televize SVT nebo cenu Golden Scarab od Švédského filmového institutu v roce 2005.